# Extremum

Funktionen absolutbeloppet av x, har en extrempunkt där f'(x) inte existerar, nämligen i x = 0

Extremum eller extremvärde är ett samlingsuttryck för de matematiska begreppen maximum och minimum. Elementet i definitionsmängden där funktionen antar ett extremum kallas extrempunkt. I en funktions extremumpunkt gäller att samtliga punkter i funktionens definitionsmängd ger mindre extremt (det vill säga antingen genomgående högre eller genomgående lägre) funktionsvärde. 
Extremum är ett specialfall av lokalt extremum där funktionsvärdet i den lokala extrempunkten måste vara mer extremt än det i alla de omedelbart omkringliggande punkterna i definitionsmängden. För att uttrycka det hela mer stringent gäller då att det för varje punkt x3, sådan att f(x3) är mer extrem än f(x), måste finnas en punkt x2, uttryckbar som en  konvexkombination av x och x3, sådan att f(x2) är mindre extrem.

## Att hitta extrempunkter
Genom att rita en bild kan man inse att kandidater till en funktions extrempunkter hittas i följande tre fall (om de finns):
1. Ställen där f'(x) = 0 (så kallade kritiska punkter).
2. Randvärden (om f ska mätas på ett visst intervall).
3. Ställen där f'(x) inte existerar ("hack")